# Rue de Lévis
La rue de Lévis -prononcer Lévi- est une voie située dans le quartier de la Plaine-de-Monceaux et le quartier des Batignolles du 17e arrondissement de Paris.

## Situation et accès

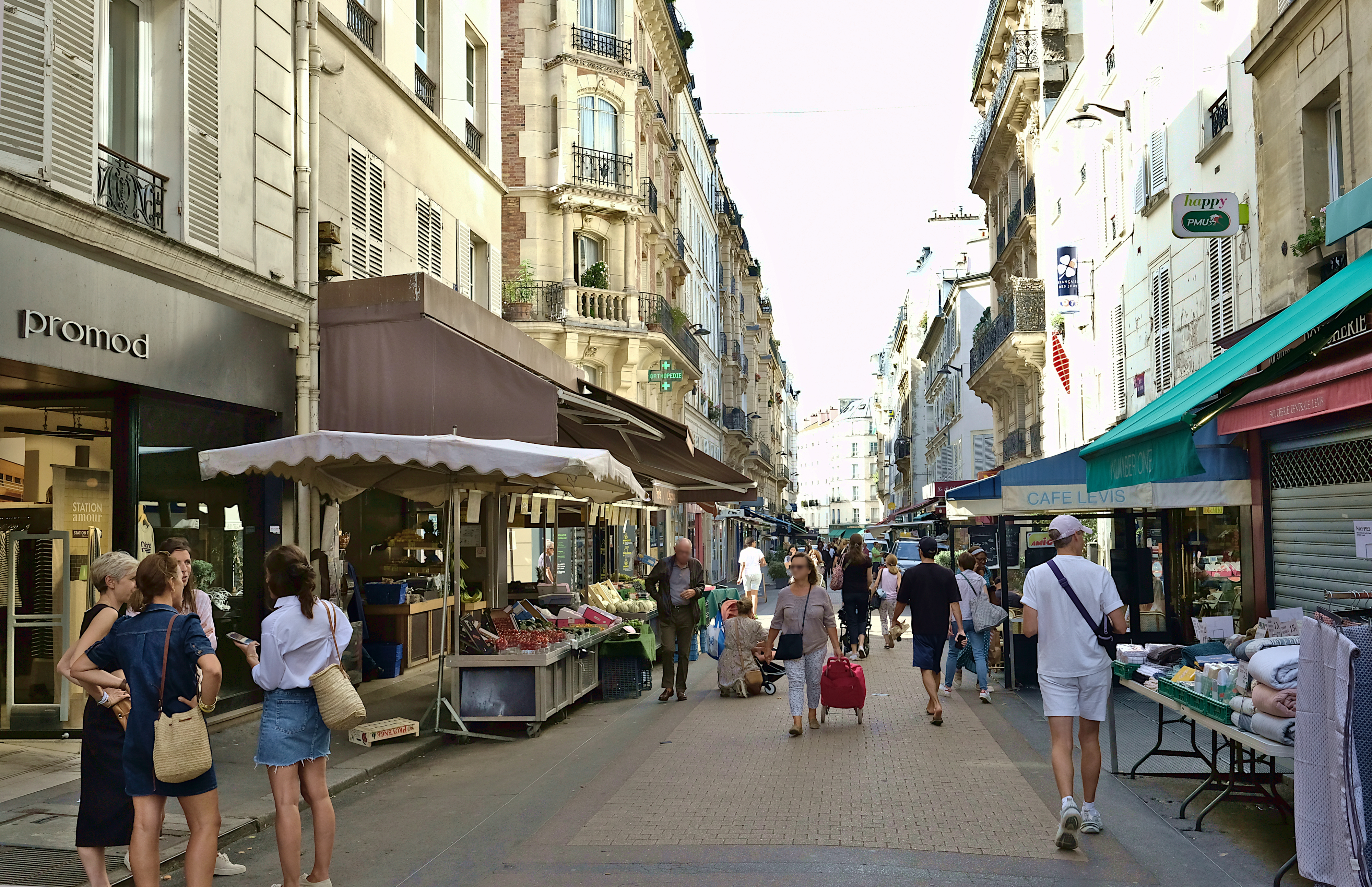
La rue de Lévis en 2024.

La rue de Lévis est une voie principalement dévolue au commerce. Elle est piétonnière entre le boulevard des Batignolles et la rue Legendre.
Le quartier est desservi par les lignes 2 et 3 à la station Villiers.

## Origine du nom
La voie tient son nom de celui d'un propriétaire foncier local, celui de la maison de Lévis. Avant la Révolution, le marquis de Lévis (1739-1794) possédait le château de Monceau et ses dépendances ainsi que la seigneurie de Clichy du chef de sa femme née Madeleine Grimod de La Reynière (1744-1776), la sœur d'Alexandre Balthazar Laurent Grimod de La Reynière, célèbre gastronome.

## Historique

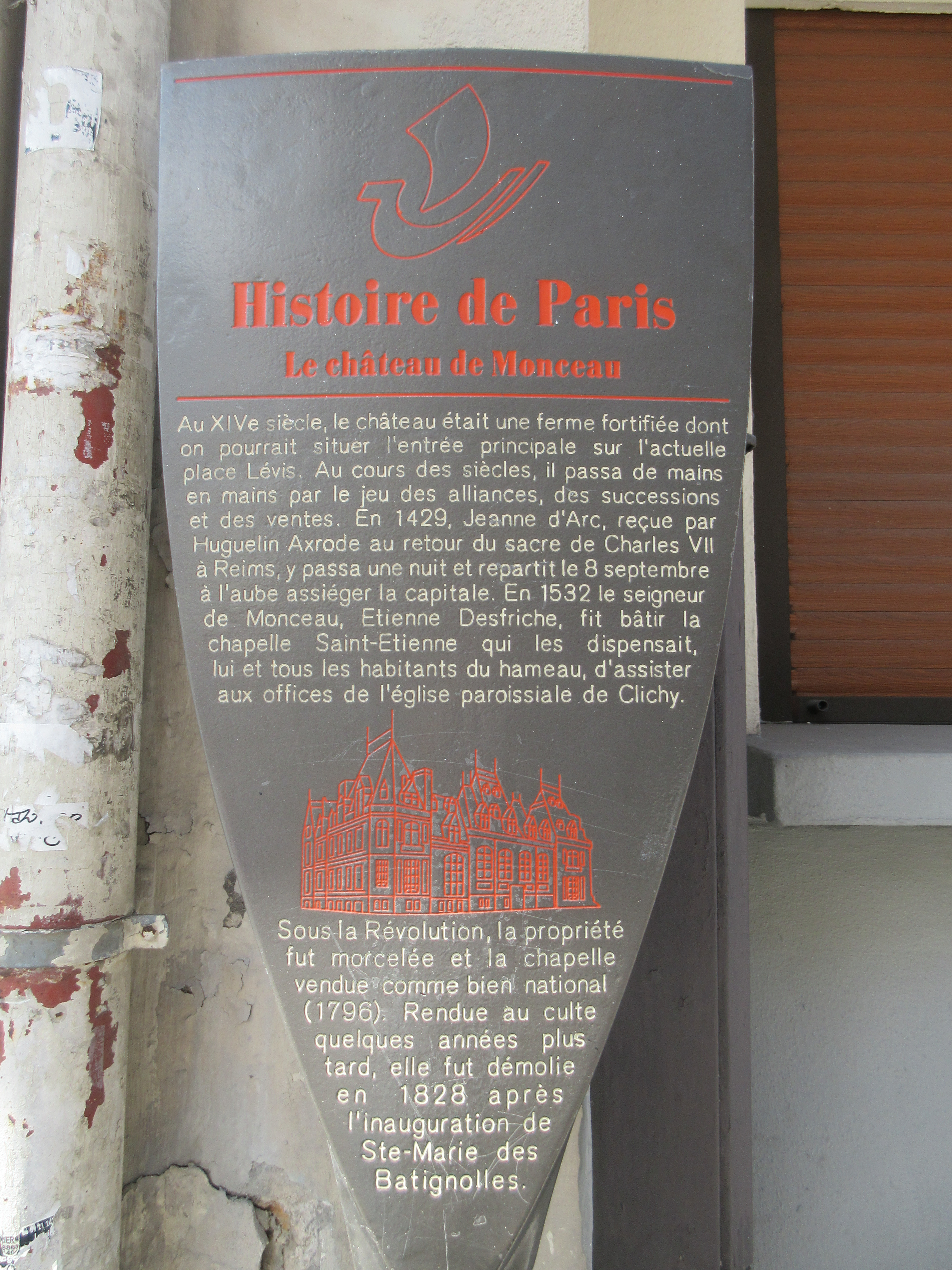
Panneau Histoire de Paris-Château de Monceau (Paris)

La rue ancienne, voie romaine conduisant de Lutèce au village d'Argenteuil par les actuelles rues d'Argenteuil, des Capucines, de Sèze, de l'Arcade, du Rocher, de Lévis, de Tocqueville et du Bac d'Asnières (à Clichy-la-Garenne) devint dès le VIIe siècle le chemin qui fixa le village de Monceaux autour duquel s'est faite l'urbanisation du quartier ; c'est pour cette raison que l'architecture y est plus ancienne que dans les rues adjacentes.
Classée par décret du 7 janvier 1813, elle est alors une partie de la route départementale no 33, puis est classée dans la voirie parisienne en vertu du décret du 23 mai 1863.

## Bâtiments remarquables et lieux de mémoire
- No 8 : En 1810, il y existe un cabaret avec une salle de banquet qui peut accueillir jusqu'à 5 000 personnes. En 1840, les cafés Patin transforme la salle en lieu de meetings politiques. Ainsi plusieurs hommes politique tels Gambetta, Clemenceau ou Victor Hugo viennent tenir des réunions publiques. En 1884, c'est Louise Michel et le groupe anarchiste La Panthère des Batignolles qui y tiennent un meeting, les forces de l'ordre interviennent à l'issue de la manifestation. L'ancienne usine des cafés Patin, construite en 1885 et l'hôtel particulier construit en 1906, sont inscrits au titre des monuments historiques par arrêté du 13 septembre 2021[2],[3].
- No 38 et 40 Le cinéma Royal Monceau y ouvre en 1926. En 1962, un immeuble le remplace[2].
- Château de Monceau (Paris)